# Niklas Klingberg
Magnus Niklas Klingberg, född 13 april 1985 i Lerbäck, är en svensk före detta fotbollsspelare (mittfältare) och efteråt var tränare för Alingsås. Hans moderklubb är Skyllbergs IK, men han har även spelat i BK Forward, Örebro SK, Enköpings SK, Degerfors IF och Örgryte IS.

## Karriär
I januari 2017 värvades Klingberg av Torslanda IK. Inför säsongen 2018 blev han klar som spelande tränare för division 4-klubben Alingsås IF. Klingberg spelade tre matcher och gjorde ett mål under säsongen 2018. Säsongen 2019 spelade han tre matcher i Division 3.